# Brás Garcia de Mascarenhas
Brás Garcia de Mascarenhas (ur. 10 sierpnia 1595 roku, zm. 8 sierpnia 1656) – portugalski żołnierz i poeta. 

## Życiorys
Był synem Marcosa Garcii de Mascarenhas i Heleny Madeiry. Studiował prawo na Uniwersytecie w Coimbrze, ale nie uzyskał dyplomu. Był zawodowym żołnierzem, kapitanem piechoty. Za niesubordynację został aresztowany i osadzony w zamku Setubal. Ułaskawiony przez króla, odzyskał wolność. W 1645 roku ożenił się z Marią Fonsecą da Costa, córką João Manuela da Fonseca i Marii Madeiry da Costa.

## Twórczość
Brás Garcia de Mascarenhas jest autorem poematu Viriato Trágico, którym skutecznie wyjednał sobie łaskę u króla. Utwór ten został wydany pośmiertnie w 1699 roku. Składa się z dwudziestu pieśni. Jest on ułożony oktawą (po portugalsku oitava rima), czyli strofą ośmiowersową rymowaną abababcc, spopularyzowaną w Portugalii przez Luísa de Camõesa.